# Martina Jentsch
Martina Jentsch (Leipzig, Alemania, 22 de marzo de 1968) es una gimnasta artística alemana que, compitiendo con Alemania del Este, logró ser medallista de bronce olímpica en 1988 en el concurso por equipos.

## Carrera deportiva
En el Mundial de Montreal 1985 gana el bronce en el concurso por equipos, tras la Unión Soviética y Rumania, siendo sus compañeras de equipo: Jana Furhmann, Gabriele Faehnrich, Dagmar Kersten, Ulrike Klotz y Jana Vogel. 
En el Mundial de Róterdam 1987 gana el bronce por equipos, tras Rumania (oro) y la Unión Soviética (plata), siendo sus compañeras de equipo: Dörte Thümmler, Ulrike Klotz, Gabriele Faehnrich, Klaudia Rappy Astrid Heese.
En los JJ. OO. celebrados en Seúl (Corea del Norte) en 1988 consigue el bronce en equipos, tras la Unión Soviética y Rumania, siendo sus compañeras en esta ocasión: Gabriele Faehnrich, Dagmar Kersten, Ulrike Klotz, Betti Schieferdecker y Dörte Thümmler.